# Operação Serpente Gótica

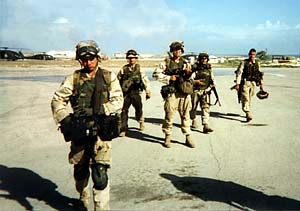
Soldados americanos do 75º Regimento Ranger retornam a base após uma missão

Operação Serpente Gótica foi uma operação militar conduzida em Mogadíscio, Somália, pelas forças de operações especiais dos Estados Unidos de codinome Task Force Ranger durante a Guerra Civil Somali em 1993. O objetivo principal da operação era capturar Mohamed Farrah Aidid, um líder de clã da Somália que era procurado pela UNOSOM II em resposta a seus ataques contra as tropas das Nações Unidas. A operação ocorreu de agosto a outubro de 1993 e foi supervisionada pelo Joint Special Operations Command (JSOC).
Em 3 de outubro de 1993, a força-tarefa executou uma missão para capturar dois tenentes de Aidid. A missão finalmente culminou no que ficou conhecido como a Batalha de Mogadíscio de 1993. A batalha foi extremamente sangrenta e a força-tarefa infligiu baixas massivas às forças da milícia somali, enquanto elas próprias sofriam pesadas perdas. As tropas malaias, paquistanesas e convencionais do Exército dos Estados Unidos sob a UNOSOM II, que ajudaram na extração da Task Force Ranger da cidade, também sofreram perdas, embora não tão pesadas. No geral, a Aliança Nacional da Somália alcançou uma vitória estratégica como a batalha resultou na retirada das tropas americanas em 1994. As consequências desse confronto mudaram a política externa americana e levaram ao término da missão das Nações Unidas na Somália em 1995. Na época, a Batalha de Mogadíscio foi o tiroteio mais intenso e sangrento envolvendo tropas americanas desde a Guerra do Vietnã.

## Retirada estadunidense
Após a batalha, o presidente Clinton ordenou que tropas adicionais fossem enviadas para proteger os soldados estadunidenses e ajudar na retirada. Todas as ações militares foram encerradas em 6 de outubro, exceto em casos de autodefesa. Clinton pediu uma retirada completa até 31 de março de 1994. Conforme este pedido, a maioria das tropas deixaria o país em 25 de março de 1994. Algumas centenas de fuzileiros navais estadunidenses permaneceram no mar, mas foram completamente removidos da área em março de 1995. A ONU também se retiraria.